# Lebensmittelindustrie

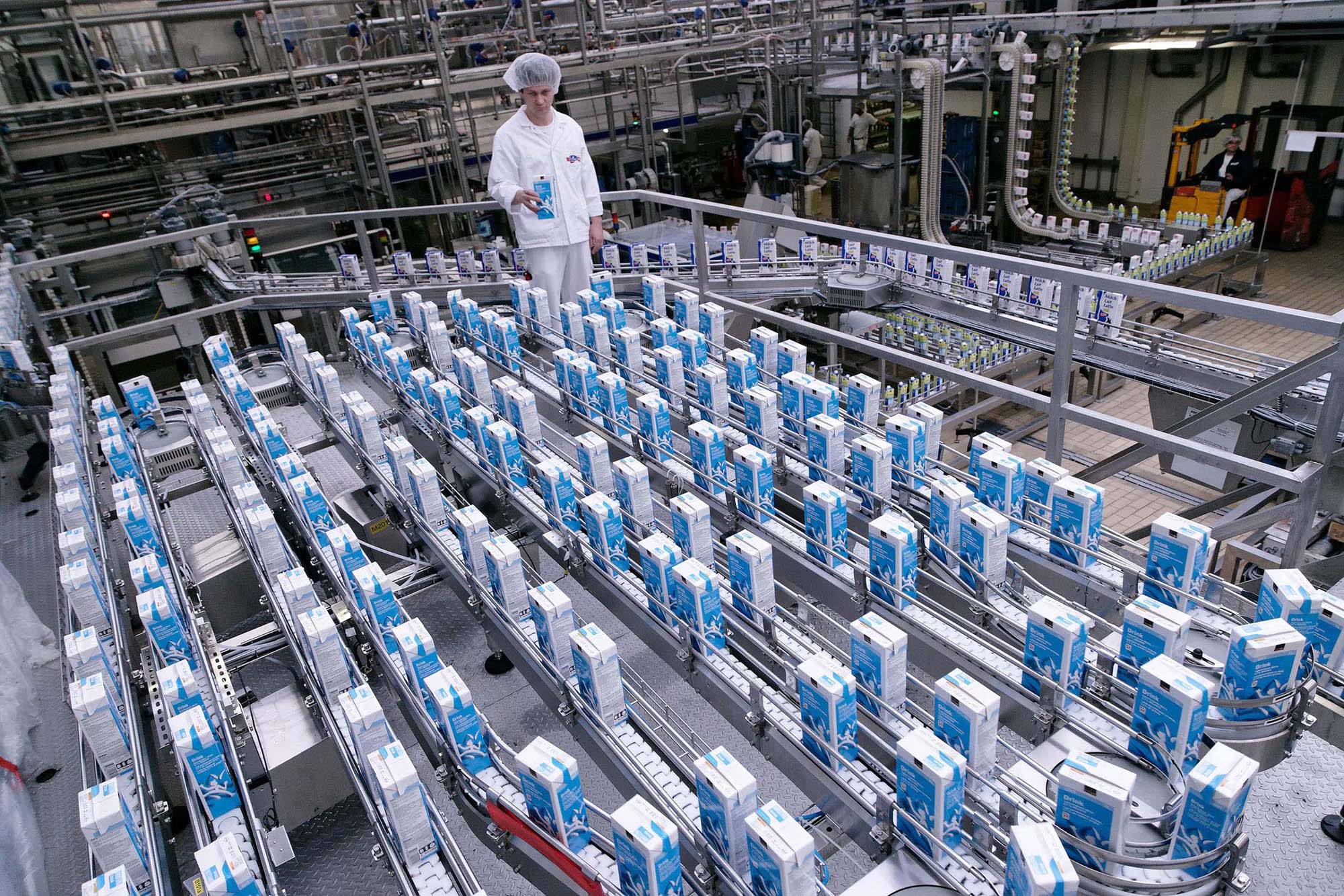
Industrielle Milchverarbeitung

Die Lebensmittelindustrie, auch Nahrungsmittelindustrie oder Ernährungsindustrie, ist ein der Landwirtschaft nachgelagerter Teilbereich der Lebensmittelwirtschaft, in dem ein wesentlicher Teil der landwirtschaftlichen Erzeugnisse für die menschliche Ernährung verarbeitet wird. Kleinere Unternehmen mit weniger als 20 Beschäftigten pro Betrieb gehören in Deutschland traditionell zum lebensmittelherstellenden Gewerbe und werden daher nicht der Industrie zugerechnet.

## Historische Einordnung
Die industrielle Fertigung von Lebensmitteln hat sich in vielen Ländern aus den entsprechenden Zweigen des Ernährungshandwerks entwickelt. Noch heute unterscheidet man seltener nach Herstellungsverfahren als nach Mitarbeiteranzahl zwischen handwerklichen und industriellen Unternehmen. In der Lebensmittelwirtschaft erfasst die amtliche deutsche Statistik Betriebe des produzierenden Gewerbes ab einer Größe von 30 Beschäftigten. Die sich daraus ergebende Zahl an Betrieben wird in der Regel mit der Zahl der Industriebetriebe gleichgesetzt. Im Handwerk richtet sich die Zugehörigkeit üblicherweise nach der Zugehörigkeit zu Innungen, Kammern usw. und nicht nach der Betriebsgröße. In der Systematik der Handwerksorganisationen kann es also auch größere Handwerksbetriebe geben.
Neben der verfahrenstechnischen Weiterentwicklung der Produktion spielten in den letzten Jahrzehnten auch biotechnische Innovationen eine wesentliche Rolle (so zum Beispiel bei der Produktion von synthetischem Lab oder bei der Fermentierung pflanzlicher Proteine). Für die technischen Verfahren der Lebensmittelproduktion hat sich mit der Lebensmitteltechnologie innerhalb der Verfahrenstechnik eine eigene interdisziplinäre Hochschulausbildung und ein Forschungsbereich mit spezifischen Berufsperspektiven innerhalb eines der vier größten Industriesektoren entwickelt.

## Struktur und Entwicklung der Lebensmittelindustrie

### Lebensmittelindustrie in Deutschland
In Deutschland haben sich einige Unternehmen und Verbände der Lebensmittelindustrie in der Bundesvereinigung der deutschen Ernährungsindustrie (BVE) organisiert. Nach Angaben dieses Verbandes sind in Deutschland rund 5.900 Unternehmen mit über einer halben Mio. Beschäftigten in der Lebensmittelindustrie tätig. Der Umsatz betrug im Jahr 2016 rund 171 Mrd. (2015: 168 Mrd.) Euro, davon 33 (2015: 32,5) Prozent im Export. Daneben sind zahlreiche Unternehmen und Verbände der Lebensmittelindustrie im Lebensmittelverband Deutschland organisiert, der die gesamte Wertschöpfungskette (Food-Value-Chain) vertritt.
Zu den Teilbranchen der Ernährungsindustrie gehören in absteigender Reihenfolge ihrer Umsatzanteile am Gesamtumsatz (in Deutschland):
- Fleisch (21 %)
- Milch (16 %)
- alkoholische Getränke (9,6 %)
- Süßwaren und Dauerbackwaren (9,2 %)
- Backwaren (8,0 %)
- Obst und Gemüse (5,9 %)
- Mineralwasser und Erfrischungsgetränke (4,6 %)
- Öle und Fette (3,5 %)
- Mühlen, Stärke (3,2 %)
- Kaffee und Tee (3,2 %)
- Würzen und Soßen (3,0 %)
- Zucker (2,5 %)

Die deutsche Ernährungsbranche ist trotz der Präsenz zum Teil sehr großer internationaler Branchenunternehmen durch einen sehr hohen Anteil an mittelständischen Unternehmen geprägt. Ihr gegenüber steht ein hoch konzentrierter Lebensmitteleinzelhandel als beherrschendes Glied der Food-Value-Chain, der inzwischen international agiert und im Bereich der Frische-Grundsortimente mit eigenen industriell arbeitenden Produktionsgesellschaften seinen Bedarf an Handelsware abdeckt. Beispielsweise weist der Edeka-Verbund für seine Regionalgesellschaften die eigene Produktion von Fleisch- und Wurstprodukten in zwölf Fleischwerken, von Frucht- und Gemüsesäften in drei Werken in Deutschland und Polen, sowie von frischen Backwaren in 14 Backbetrieben in Deutschland aus. Ziel der Eigenproduktion sei die Erfüllung der Edeka-Qualitätskriterien und die Produktfrische (ebenda).
Die Schwarz-Gruppe (Lidl und Kaufland) produziert in eigenen Produktionsgesellschaften den Bedarf für ihre 25 europäischen Handelsgesellschaften in den Sortimenten Getränke, Schokoladen, Trockenfrüchte, Backwaren, Eisspezialtäten und Röstkaffee als Eigenmarken. Dem Bereich der Getränke ist auch die PET-Verpackung und das PET-Recycling angegliedert.

#### Gesetzliche Bestimmungen
Die EU-Verordnung legt fest, welche Materialien in der Lebensmittelindustrie verwendet werden dürfen. Besonders bei Stahlsorten ist die Verordnung 1935/2004/EG zu beachten. Oft wird auch bei der Verwendung von Trinkwasser in der Lebensmittelproduktion auf eine DVGW-Zulassung bestanden. Es ist jedoch wichtig, dies nicht mit der Verordnung 1934/2004/EG zu verwechseln.

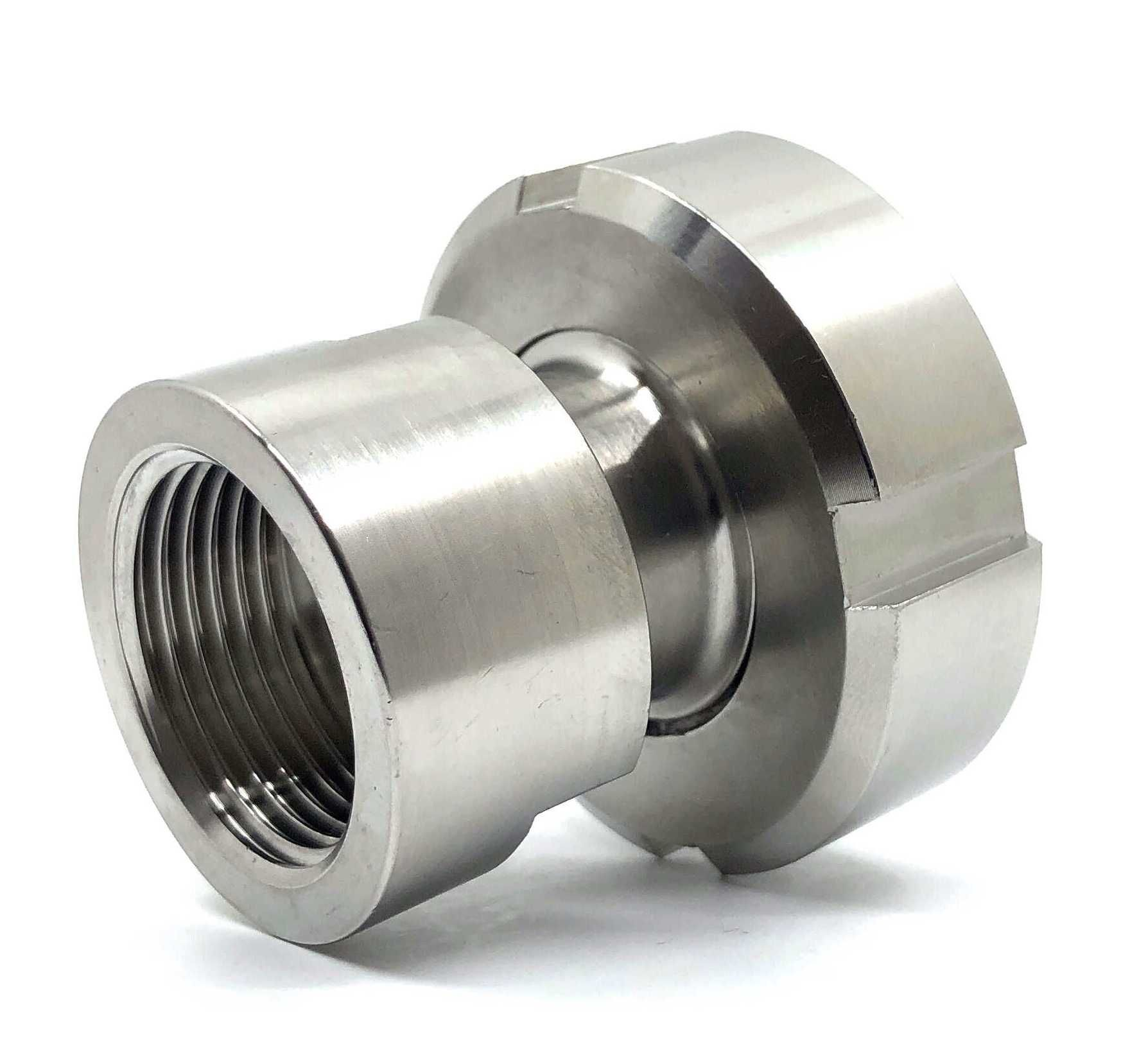
Gewindeadapter für den Übergang von DIN 11851 der Lebensmittelindustrie auf ISO 7-1 (Werkszeugnis 3.1 HFF) der Haustechnik

In der Lebensmittelindustrie werden häufig Rohrleitungen nach DIN 11851 sowie DIN 11864 aus dem Werkstoff 1.4404 (Edelstahl) eingesetzt. DIN 11851 legt insbesondere das Gewinde von Verschraubungen fest, das sich deutlich von dem Gewinde ISO 7-1 für Haustechnik unterscheidet und nicht kompatibel ist. Einige Anbieter bieten bereits Adapter von DIN 11851 auf DIN ISO 7-1 an.
Ein wesentlicher Unterschied zwischen der Haustechnik und der Lebensmittel- und Getränkeindustrie in Bezug auf Rohrleitungen besteht darin, dass in der Lebensmittelindustrie stets darauf geachtet wird, den Totraum zu minimieren. Dies ist einer der Gründe, warum Pressfittingsysteme wie GDPRESS (Swiss Fittings), MAPRESS (Geberit) und Sanpress (Viega) trotz ihrer Montagevorteile häufig nicht zum Einsatz kommen. Die meisten Rohrleitungssysteme für die Lebensmittelindustrie werden geschweißt.

### Lebensmittelindustrie in Österreich
In Österreich sind Unternehmen der Branche im Fachverband der Nahrungs- und Genussmittelindustrie der Wirtschaftskammer Österreich organisiert. Diese gibt rund 240 Betriebe an, die der Lebensmittelindustrie zuzurechnen sind. Etwa 28.000 Beschäftigte erwirtschaften einen Umsatz von etwa 6,4 Milliarden Euro. Die Exportquote liegt bei 59 Prozent. Wichtigster Handelspartner ist Deutschland.

### Lebensmittelindustrie in der Schweiz
In der Schweiz haben sich die Unternehmen der Lebensmittelindustrie in der Föderation der Schweizerischen Nahrungsmittel-Industrien (fial) organisiert. Die Nahrungsmittelindustrie in der Schweiz besteht aus etwa 200 Unternehmen, die in 250 Produktionsbetrieben etwa 33.000 Menschen beschäftigen. Der Gesamtumsatz von 13 Milliarden Schweizer Franken (ca. 13,8 Milliarden Euro) teilt sich auf in 2 Milliarden Franken Exporte und 11 Milliarden Inlandverkäufe.

### Europäische Lebensmittelindustrie
Auf europäischer Ebene wird die Lebensmittelindustrie u. a. durch den Europäischen Verband der Lebensmittelindustrie FoodDrinkEurope in Brüssel vertreten.

## Fachmedien
Speziell über die Lebensmittelindustrie berichten einige Fachmedien:
- Lebensmittel Zeitung
- Lebensmittel Praxis
- Lebensmitteltechnik
- LVT Lebensmittel Industrie
- Deutsche Lebensmittel-Rundschau, eine ehemalige Verbandszeitschrift der Lebensmittelbranche, die heute unabhängig als Fachzeitschrift erscheint
- dei – die ernährungsindustrie